# Arnutovce
Arnutovce é um município da Eslováquia, situado no distrito de Spišská Nová Ves, na região de Košice. Tem 2,23 km² de área e sua população em 2018 foi estimada em 809 habitantes.

## Demografia
| Ano:        | 1994 | 2004    | 2014    | 2024    |
| ----------- | ---- | ------- | ------- | ------- |
| Broj ljudi: | 456  | 595     | 751     | 867     |
| Razlika:    |      | +30,48% | +26,21% | +15,44% |

| Ano:               | 2023 | 2024   |
| ------------------ | ---- | ------ |
| Número de pessoas: | 859  | 867    |
| Diferença:         |      | +0,93% |